# Meganephria renalis
Meganephria renalis là một loài bướm đêm trong họ Noctuidae.